# Almendrales (metropolitana di Madrid)
Almendrales è una stazione della linea 3 della metropolitana di Madrid.
Si trova sotto all'Avenida de Córdoba all'altezza del numero 21.
Ha la particolarità di avere quattro binari, due dei quali senza pensilina, per poter stazionare i treni e farli ripartire in orario di punta per aumentare il servizio nella tratta Legazpi - Moncloa.

## Storia
La stazione fu inaugurata il 21 aprile 2007 in corrispondenza dell'ampliamento della linea 3 da Legazpi fino a Villaverde Alto.

## Accessi
Vestibolo Almendrales
- Avda. Córdoba, dispari Avenida de Córdoba 21
- Avenida de Córdoba, pari Avenida de Córdoba (di fronte al numero 21)
- Ascensore Avenida de Córdoba (di fronte al numero 21)